# Монблан-де-Курмайёр
Монблан-де-Курмайёр (фр. Mont Blanc de Courmayeur) или Монте-Бьянко-ди-Курмайёр (итал. Monte Bianco di Courmayeur) — вершина в горном массиве Монблан в Альпах в Италии в провинции Валле-д’Аоста высотой 4748 метров над уровнем моря.

## Физико-географическая характеристика
Монблан-де-Курмайёр является второстепенной вершиной массива Монблан в Альпах. Она расположена в 600 метрах к юго-востоку от основной вершины, с которой её соединяет перевал Коль-Мажор (фр. Col Major) высотой 4730 метров. Таким образом, относительная высота вершины Монблан-де-Курмайёр составляет всего 18 метров. В 1994 году UIAA при составлении списка горных вершин-четырёхтысячников Альп поместил эту вершину в основной список, несмотря на то, что вершина не удовлетворяла топологическому критерию. В качестве обоснования для включения комиссия указала, что для этой вершины два других критерия (морфологический и альпинистский) были выполнены. В списке UIAA Монблан-де-Курмайёр является второй по высоте вершиной Альп.

## Территориальная принадлежность
Территориальная принадлежность вершины Монблан-де-Курмайёр до сих пор не определена, прежде всего, из-за разногласий между Италией и Францией о принадлежности основной вершины массива. Соглашение о демаркации, подписанное представителями обеих стран 7 марта 1861 года вслед за подписанием Туринского договора 24 марта 1860 года, определило вершину Монблана как новую границу стран. В этом случае, Монблан-де-Курмайёр полностью лежит на территории Италии. Однако на французских картах основная вершина Монблана принадлежит Франции, а граница проходит через ряд скал на юго-восточной стороне вершины, в том числе и через Монблан-де-Курмайёр. При этом высочайшей вершиной Италии в таком случае будет считаться вершина Монблан-де-Курмайёр, которая ниже Монблана на 62 метра. Проводившиеся впоследствии переговоры не привели к окончательному решению.

## История восхождений
Первое восхождение на вершину совершил Фредерик Клиссольд с шестью проводниками (братья Жозеф-Мари, Давид и Жак Куте, Пьер-Мари Фавре, Жан-Батист Симон и Матьё Боссоне) 20 августа 1822 года. Они прошли на вершину по гребню после восхождения на основную вершину Монблана. Первое прямое восхождение на вершину по гребню Пётре совершили Джеймс Эккле, Мишель-Клемент Пайот и Альфонс Пайот 31 июля 1877 года.

## Маршруты восхождений
В большей части маршрутов вершина Монблан-де-Курмайёр проходится в рамках восхождения на основную вершину массива, в частности, есть возможность спуститься к вершине Монблан-де-Курмайёр после восхождения на основную вершину Монблана. Классический прямой маршрут восхождения включает прохождение вершин Эгюий-Бланш-де-Пётре, Монблан-де-Курмайёр и Монблан. Маршрут оценивается как сложный (категория D+/V/P3) с набором высоты более 2000 метров и максимальным уклоном 50—55°.